# Atrésie de l'œsophage
 (juillet 2012).
 Mise en garde médicale
L'atrésie de l'œsophage est une malformation congénitale (c'est-à-dire présente dès la naissance) qui consiste en l'interruption de l'œsophage. 

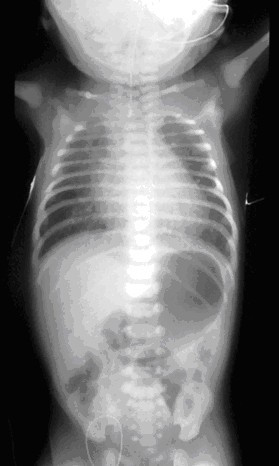
Radiographie aux rayons X des poumons et de l'abdomen montrant une sonde ne pouvant rejoindre le bas de l'œsophage.

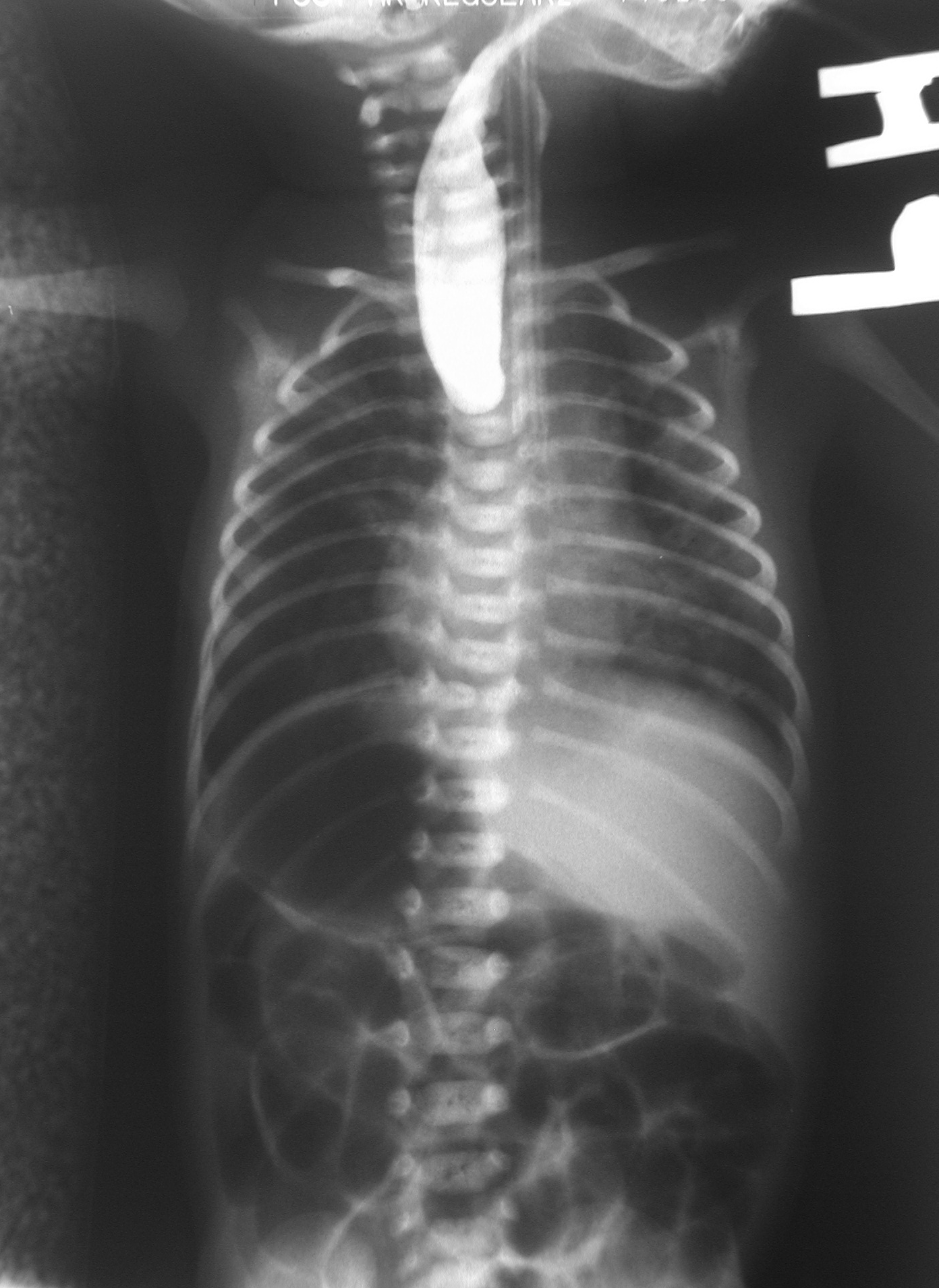
Radiographie aux rayons X avec liquide de contraste montrant la partie supérieure de l'œsophage au-dessus de l'atrésie.

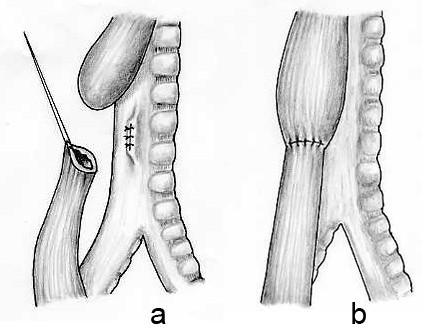
Représentation schématique

L'œsophage présente donc deux culs-de-sac :
- cul-de-sac supérieur pour la partie de l'œsophage qui est reliée à la bouche ;
- cul-de-sac inférieur pour la partie de l'œsophage qui est reliée à l'estomac.

Ni les aliments ni la salive ou le mucus nasal ne peuvent être conduits vers l’estomac. Cette malformation est en outre fréquemment associée à une connexion anormale (fistule) œsophage-trachée. Le lait maternel (ou non) absorbé par le nouveau-né au lieu de rejoindre l'estomac passe alors de la trachée dans les poumons (phénomène dit de « fausse route »). Le bébé s'étouffe et/ou « recrache » le lait et sa salive. L'introduction d'aliments et de salive dans les poumons peut être source d'infection respiratoire grave (pneumonie...)
C'est une urgence chirurgicale qui implique le transfert du bébé vers un service de chirurgie néonatale et de soins intensifs où, si le bébé n'est pas né prématuré et s'il est indemne d'infections le rendant vulnérable à une opération (ex : pneumonie), il sera généralement nourri par perfusion puis opéré dans les jours suivants. Si l'opération doit attendre, le bébé est nourri par gastrostomie.
-Une nouvelle méthode peu invasive, diminuant significativement les risques et la mortalité, se fait avec le système d'anastomose magnétique pour atrésie œsophagienne pédiatrique Flourish (Cook Medical)

## Prévalence et épidémiologie
C'est une anomalie rare qui touche un enfant sur 2500 à 3500  (avec ou sans fistule). Le risque est le même pour les deux sexes, dans toutes les populations. Elle est 2 à 3 fois plus fréquente chez les vrais jumeaux.
Selon Maynard & Bouin (2011) au Québec où environ 3 % des nouveau-nés sont porteurs d'une anomalie congénitale l'atrésie de l'œsophage est rare mais est l'anomalie congénitale de l'œsophage la plus fréquente
Des pics d'incidence géographique ou temporelle ont été repérés mais qui sont encore mal compris,

## Causes
L'étiologie de la maladie n'est pas identifiée avec certitude. 
Il ne semble pas s'agir d'une maladie génétique car les cas sont presque toujours sporadiques dans la famille, avec un très faible risque de récurrence dans la famille (1 % environ). Si d'autres anomalies sont associées à une atrésie, une consultation de génétique est néanmoins recommandée.
On sait que la malformation survient en début de grossesse, au moment de l'embryogenèse où l'œsophage se construit, ce qui laisse suspecter une cause environnementale (ex : exposition de la mère à un produit tératogène à ce moment). Une étude cas-témoins récemment faite en Caroline du Nord (publication 2016) a conclu à une association significative entre le fait de résider pour la mère près d'une zone agricole utilisant des pesticides et certaines malformations, « en particulier, les atrésies de l'œsophage ». Le Fluconazole et le glyphosate (ou le roundup, c'est-à-dire le glyphosate associé à ses additifs) et d'autres produits pesticides font partie des produits suspectés de pouvoir induire cette malformation.

## Complications
Après un traitement chirurgical (qui peut nécessiter plusieurs opérations) les enfants touchés présentent dans environ la moitié des cas un reflux gastro-œsophagien (RGO), c'est-à-dire des remontées acides dans l’œsophage à partir de l’estomac qui entraînent, après les repas, des brûlures (avec ou sans régurgitations acides), phénomène assez courant chez les bébés, mais qui ici peut persister plus longtemps que dans la moyenne de la population,.

## Diagnostic

### Diagnostic anténatal  (DAN)
Il permet de prévenir et préparer les parents et de dresser avant la naissance « un bilan complémentaire à la recherche de formes associées de plus mauvais pronostic (échographie de référence, IRM et amniocentèse) et d’organiser la naissance dans un centre disposant de l’aval pédiatrique médicochirurgical adapté ». Les deux signes qui alerteront le médecin sont :
- l'hydramnios (ou polyhydramnios) : liquide amniotique présent en quantité excessive lors de la grossesse car le fœtus ne peut pas déglutir) ; il peut aussi avoir d'autres causes[3].
- une échographie qui (dès le second trimestre montrant parfois  estomac anormalement petit ou un œsophage dilaté ou mal formé, mais dans la moitié des cas, l'anomalie n'est pas visible [3].

### Diagnostic est post-natal
Juste après l'accouchement, deux types de tests peuvent être faits : 
- une sonde « naso-gastrique » très fine peut être introduite dans l'œsophage du nouveau-né. Si elle est bloquée après quelques cm, c'est qu'il y a atrésie[3].
- test à la seringue
- l'IRM permet un diagnostic précis, mais est rarement utilisé chez les nouveau-nés[16]

Dans presque tous les cas une anomalie de la trachée est associée, et dans la moitié des cas environ, l'atrésie de l'œsophage est associée à d'autres malformations, comme dans le cadre du syndrome de VATER (présent dans 10 % des cas) ou de VACTERL. Il convient donc de rapidement rechercher activement d'autres malformations associées qui peuvent toucher le cœur (dans 30 % des cas), mais aussi le squelette (25 % des cas), les reins, les membres, le système digestif (25 % des cas) ou urinaire.... Une échographie et une radiographie de l'abdomen confirme le type d'atrésie et des examens complémentaires portent notamment sur le cœur (échocardiographie) et l'anus (une sonde recherche  une éventuelle perforation).

### Diagnostic tardif
Dans les heures qui suivent la naissance, les parents ou l'équipe médical peuvent être alertés par trois symptômes : 
- hypersialorrhée ;
- cyanose et dyspnée lors de la première tétée ;
- pneumopathies.

## Classification de Ladd
les différents types d'atrésie
Type I
- Sans fistule. 7 à 10 %
- Aucun des culs de sac œsophagien n'est relié à la trachée. Les deux culs de sac sont souvent très éloignés l'un de l'autre.

Type II
- Avec fistule. 1 %
- Fistule entre la trachée et le cul de sac supérieur de l'œsophage.

Type III
- Avec fistule. 80 %
- Fistule entre la trachée et le cul de sac inférieur de l'œsophage. Les 2 culs de sac sont assez proches l'un de l'autre.

Type IV
- Avec fistule : 4 %
- Fistule entre la carène de la trachée (ou la bronche droite) et le cul de sac inférieur de l'œsophage.

Type V
- Avec fistule : 3 %
- Plusieurs fistules entre la trachée et le cul de sac supérieur de l'œsophage. Les 2 culs de sac sont le plus souvent très proches l'un de l'autre.

## Prise en charge

### À la maternité
- à jeun
- proclive (sauf type I : déclive)
- pose d'une perfusion : sérum glucosé (G10) et correction des troubles hydroélectrolytiques
- pose d'une sonde au niveau du cul de sac supérieur de l'œsophage
- intubation naso-trachéale si encombrement bronchique

### Intervention chirurgicale
Trois situations possibles :
1. Les 2 culs de sac œsophagiens sont assez proches : les 2 extrémités sont rapprochables et la continuité de l'œsophage est facilement rétablie sans tension.
2. Les 2 culs de sac œsophagiens sont rapprochables mais sous tension, car pas assez proches l'un de l'autre. Risque de suites opératoires plus difficiles.
3. Les 2 culs de sac œsophagiens sont trop éloignés l'un de l'autre. Il faut attendre 9 mois à 1 an pour rétablir la continuité en utilisant une autre partie du tube digestif [17] : 
 -  plastie colique si un morceau du côlon (gros intestin) est utilisé ; 
- plastie gastrique si c'est un morceau de l'estomac qui est utilisé[3] ; 
chacune de ces deux méthodes ayant ses avantages et inconvénients, qui sont pesés par le chirurgien en fonction du type de malformation[3].

Quand la continuité oesophagienne est reconstituée, un reflux gastro-oesophagique acide survient fréquemment ; certains médicaments peuvent atténuer ses effets, ils sont efficaces dans environ 50 % des cas. 

## Suites
Le bébé peut être nourri normalement 7 jours après l’opération, en petites quantités successives pour limiter les problèmes de reflux, ou la convalescence est allongée chez les prématurés ou à la suite d'une ou des opération(s) complexe(s). 
Généralement les enfants opérés ont des difficultés à les aliments ou certains aliments car l'œsophage reconstitué est moins contractile et ne pousse pas les aliments correctement vers l'estomac, gênant la déglutition. Plus bas une sténose (rétrécissement) peut apparaitre plus ou moins tardivement (quelques mois ou années après l'opération, parfois causée ou exacerbée par les reflux acides) et persister au niveau de la suture, qui gêne également la descente d'aliments durs. Très rarement, une fistule se reforme mettant à nouveau l’œsophage en communication avec la trachée, nécessitant une nouvelle opération. Troubles du comportements alimentaires, ainsi que toux, bronchites et asthme sont plus fréquent chez l'enfant puis s'atténuent avec l'âge.
La sévérité de la maladie et son retentissement sur la vie du patient sera surtout liée aux éventuelles anomalies associées, particulièrement en cas d'anomalie cardiaque grave.
L'enfant sera suivi en consultations spécialisées (gastro-entérologie pédiatrique / chirurgie pédiatrique)

## Pronostic
- poids de naissance > 1 500 g : 100 % de survie en l'absence d'autre malformation[3].
- poids de naissance < 1 500 g ou association à une autre malformation (notamment cardiaque) : 65 % de survie.

## Recherche médicale
Elle vise actuellement 
- à comprendre l'épidémiologie (via notamment les registres de malformations congéniatles dans les territoires où ils existent[19]) ou les cause(s) de cette maladie. Des souris génétiquement porteuses d'une anomalie semblable sont étudiées pour comprendre le rôle éventuel ou supputé de certains gènes (gène Sonic hedgehog notamment)[3] ;
- à explorer de nouveaux moyens plus efficaces de dilatation[20] des sténoses[3].
- a améliorer la chirurgie reconstructrice de l'œsophage, via l'ingénierie tissulaire notamment[21],[22].